# Glossosoma kirke
Glossosoma kirke là một loài Trichoptera trong họ Glossosomatidae. Chúng phân bố ở miền Cổ bắc.